# Randia brachysiphon
Randia brachysiphon är en måreväxtart som beskrevs av Attila L. Borhidi och Salas-mor.. Randia brachysiphon ingår i släktet Randia och familjen måreväxter. Inga underarter finns listade i Catalogue of Life.